# Aliocha Schneider
Pour les articles homonymes, voir Schneider.

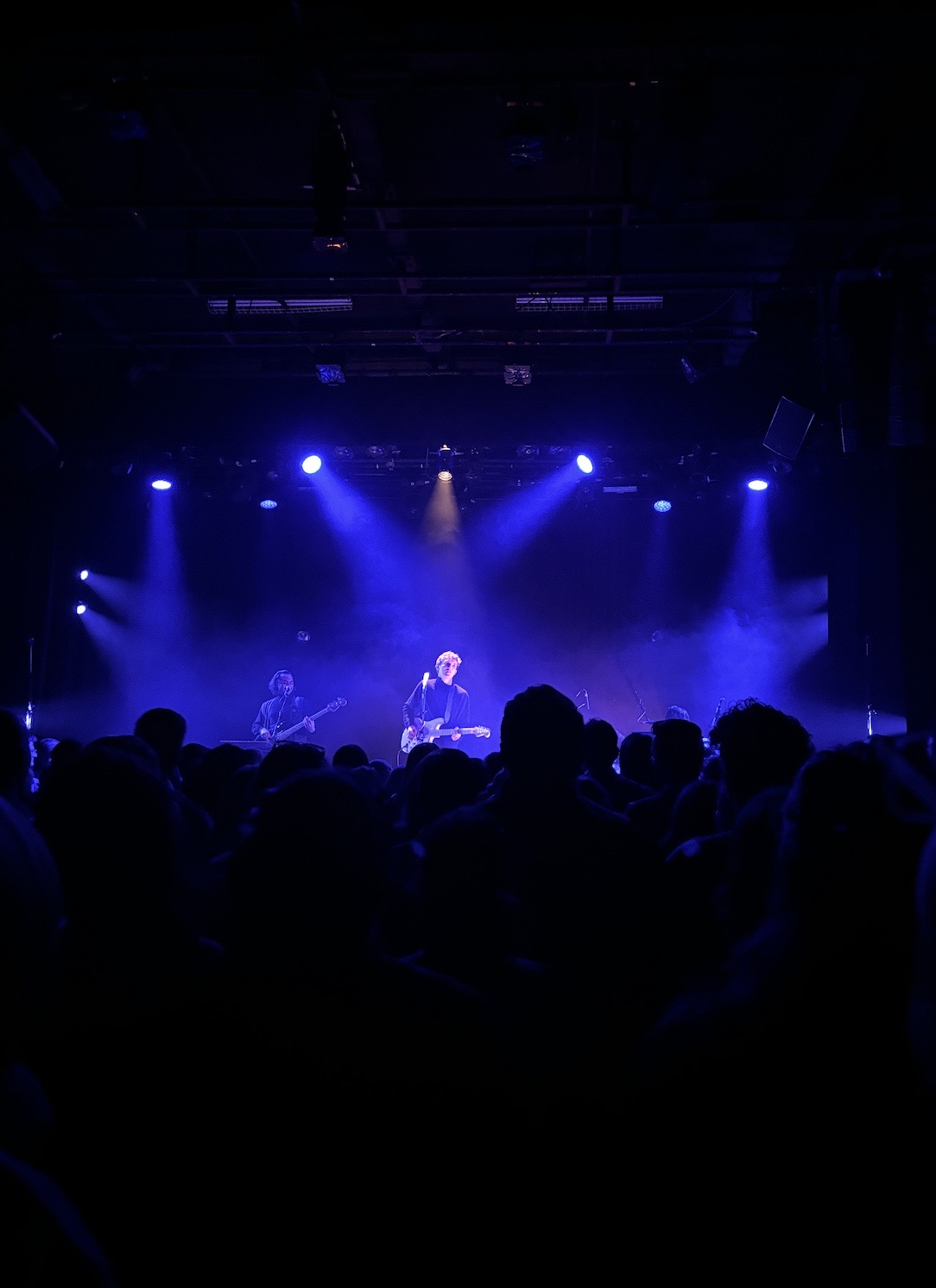
Spectacle Aliocha Schneider

Aliocha Schneider, né le 21 septembre 1993 à Paris, est un auteur-compositeur-interprète et acteur franco-canadien.

## Biographie

### Enfance et formation
Aliocha Schneider est né à Paris le 21 septembre 1993,. Il a un frère cadet, Vassili Schneider et trois frères aînés, Vadim Schneider, Niels Schneider et Volodia Schneider.
Son père Jean-Paul Schneider a été comédien, metteur en scène, et fondateur d'une école de théâtre à Montréal et sa mère, Isabelle, mannequin.
Aliocha est encore enfant lorsque sa famille s’installe au Québec.
Il prend des premiers cours de chant à l'âge de dix ans et se met à la guitare quelques années plus tard. La musique a toujours fait partie de sa vie. À l'âge de seize ans, il compose ses premières chansons, influencé par les auteurs-compositeurs Bob Dylan et Elliott Smith ou encore Nick Drake. Son style musical navigue entre le folk, le grunge des années 90 et le rock / pop-rock.

### Carrière

#### Acteur
Aliocha Schneider joue des pièces de théâtre, entre autres au Théâtre du Rideau Vert où il interprète le rôle de Momo dans l'adaptation théâtrale de La Vie devant soi. C’est à la télévision qu’il est révélé grâce à l'émission Tactik, diffusée sur les ondes de Télé-Québec, dans le rôle de Carl Bresson. Il interprète Nicolas Dubuc dans l'adaptation cinématographique du premier tome de la série Le Journal d'Aurélie Laflamme de Christian Laurence. Léa Pool le dirige à deux reprises dans Maman est chez le coiffeur et La Dernière Fugue.
En 2007, il amorce sa carrière au théâtre dans les pièces La Promesse de l'aube et La Vie devant soi, deux textes de Romain Gary. À la télévision (Tactik, Les Parents) et sur grand écran, les cinéastes Léa Pool (Ma mère est chez le coiffeur et La Dernière Fugue) et Robert Morin (Les 4 soldats) l’ont dirigé. On a également pu le voir dans les deux volets de la série Le Journal d’Aurélie Laflamme.
Il est ensuite de la distribution de deux longs-métrages présentés au dernier Festival international du film de Toronto (TIFF) : Closet Monster (prix du meilleur film canadien) et Ville-Marie, dans lequel il partage la vedette avec l’actrice Monica Bellucci. Aliocha Schneider compte d’ailleurs parmi les nouveaux protégés du programme Rising Stars du TIFF, qui se donne pour objectif de dénicher les prochaines stars canadiennes du septième art.
En 2017, il tient un des rôles principaux dans le nouveau clip Undone de Cœur de pirate, alors que son frère Niels Schneider avait joué dans un autre clip de la chanteuse, Adieu, en 2011.
C'est en 2023, qu'il est révélé dans la série Salade grecque de Cédric Klapisch aux côtés de Megan Northam, Romain Duris, Kelly Reilly et Cécile de France notamment. Diffusée sur Prime Video puis sur France Télévisions, cette série constitue la suite de la trilogie constituée de L'Auberge espagnole, Les Poupées russes et Casse-tête chinois.

#### Musique
En 2012, il fait la rencontre de Jean Leloup. En compagnie du groupe The Last Assassins avec qui Jean Leloup travaille alors, ils enregistrent plusieurs chansons. La réalisation de cette maquette mènera à une association avec l’étiquette canadienne Audiogram, la même année.
En 2016, il enregistre son premier EP intitulé Sorry Eyes, puis sort son premier album Eleven Songs le 2 juin 2017 dont le onzième titre Flash in the Pan reste aujourd'hui son plus grand succès, cumulant plus de 15 millions d'écoutes sur la plateforme Spotify.
Le 20 mars 2020 sort son deuxième album Naked, produit par Samy Osta comme ses deux précédents projets, sous le label Audiogram.
En octobre 2023, il sort un troisième album Aliocha Schneider, son premier album en français. Sur cet album figure sa chanson Ensemble, qui lui a permis de percer en France en 2024. De plus, cette chanson lui a valu trois nominations au Victoires de la Musique en France le 14 février 2025. 

## Vie privée
Aliocha Schneider est en couple avec la chanteuse québécoise Charlotte Cardin depuis 2016. On peut entendre Charlotte Cardin sur la chanson Avant elle de Aliocha, où elle soutient les accords et les paroles. De plus, le couple interprète, en duo, la chanson Ensemble, depuis la sortie de la nouvelle version en 2024. 

## Filmographie

### Cinéma
- 2008 : Maman est chez le coiffeur de Léa Pool : Jean
- 2009 : La neige cache l'ombre des figuiers de Samer Najari : Sacha (Court-métrage)
- 2010 : La Dernière Fugue de Léa Pool : Sam
- 2010 : Le Journal d'Aurélie Laflamme de Christian Laurence : Nicolas Dubuc
- 2013 : Les Quatre Soldats de Robert Morin : Kevin
- 2013 : Three Night Stand de Pat Kiely : Anatolii Winters
- 2015 : Le Tournoi d'Elodie Namer : Anthony
- 2015 : Ville-Marie de Guy Édoin : Thomas
- 2015 : Closet Monster de Stephen Dunn : Wilder
- 2015 : Aurélie Laflamme : Les Pieds sur terre de Nicolas Monette : Nicolas Dubuc
- 2019 : Pompéi de John Shank et Anna Falguères : Victor
- 2019 : Merci pour tout de Louise Archambault : Bruno
- 2022 : Le Tourbillon de la vie d'Olivier Treiner : Nathan
- 2023 : Music d'Angela Schanelec : Jon
- 2024 : Family Therapy de Sonja Prosenc : Julien
- 2024 : Bonjour tristesse de Durga Chew-Bose : Cyril

### Télévision

#### Séries télévisées
- 2009 : Le Club des doigts croisés de France Bertrand : Andy Summer
- 2009-2013 : Tactik de Stéphan Joly : Carl Bresson
- 2010-2011 : Horrorarium de Normand Lévesque : Bill
- 2010-2016 : Yamaska : Jonathan Lépine
- 2011-2016 : Les Parent : Fredo
- 2011 : Le Pick-up : Julien
- 2012 : Belle-Baie : Pag
- 2014-2016 : Les Jeunes Loups : Simon Gagné
- 2016 : iZombie : Gilbert Lambert
- 2016 : Jérémie : Nick
- 2020 : Vampires : Ladislav
- 2021 : Germinal : Paul Négrel
- 2023 : Tout va bien, mini-série de Camille de Castelnau, réalisée par Éric Rochant, Xavier Legrand, Cathy Verney et Audrey Estrougo : Vincent
- 2023 : Salade grecque de Cédric Klapisch : Tom Rousseau

### Doublage
- 2006 : Cinq Toutous prêts à tout / La Tribu Tobby (Air Buddies) de Robert Vince : Patapouf
- 2019 : Le Roi lion (The Lion King) de Jon Favreau : Simba (doublage québécois)

## Théâtre
- 2008 : La Vie devant soi de Romain Gary, mise en scène Louise Marleau, Théâtre du Rideau vert, Montréal : Momo

## Discographie

### Albums studio
- 2016 : Sorry Eyes (Ep) (Audiogram / PIAS)
- 2017 : Eleven Songs (Audiogram / PIAS)
- 2020 : Naked (Audiogram / PIAS)
- 2023 : Aliocha Schneider (Audiogram / Local Musique)

### Singles
- 2024 : Ensemble
- 2024 : Julia

## Lauréats et nominations

### Gala de l'ADISQ
| Année | Catégorie                                                             | Pour                                                           | Résultat   |
| ----- | --------------------------------------------------------------------- | -------------------------------------------------------------- | ---------- |
| 2018  | album de l'année - anglophone                                         | Eleven Songs                                                   | nomination |
| 2018  | artiste québécois de l'année s'étant le plus illustré hors Québec     | Aliocha                                                        | nomination |
| 2024  | album de l'année - pop                                                | Aliocha Schneider                                              | nomination |
| 2024  | artiste de l'année - rayonnement international                        | Aliocha Schneider                                              | nomination |
| 2024  | auteur ou compositeur de l'année / auteure ou compositrice de l'année | Marc-André Gilbert et Aliocha Schneider pour Aliocha Schneider | nomination |
| 2024  | chanson de l'année                                                    | "Ensemble"                                                     | nomination |

### Victoires de la musique
| Année | Catégorie            | Pour              | Résultat   |
| ----- | -------------------- | ----------------- | ---------- |
| 2025  | révélation masculine | Aliocha Schneider | nomination |
| 2025  | révélation scène     | Aliocha Schneider | nomination |
| 2025  | chanson originale    | "Ensemble"        | nomination |